# مريم البغدادي
مريم محمد هاشم البغدادي (الجيلاني) شاعرة وأكاديمية سعودية. ولدت في مكة في عائلة شريفة حسنية. حصلت على شهادة الدكتوراه الأدب العربي من جامعة السوربون في باريس، في حقوق ومكانة المرأة العربية من واقع الأدب الجاهلي. عملت أستاذة في جامعة الملك سعود في الرياض. لها ديوان شعر بعنوان عواطف إنسانية 1980 ولها دراسات عديدة في الأدب العربي وتاريخه.

## سيرتها
هي مريم بنت محمد بن هاشم البغدادي ولدت بمكة. تعود نسبها إلى الحسن بن علي بن أبي طالب. تعلمت أولا على يد والدها وكان هو أول أساتذتها الذي «بدأ يسقيها المعارف مذ ذاك الوقت عندما كان يجبرها على تلخيص ما تقرأ أو تسمع من الإذاعة». كما كان من بين أستاذتها أيضاً بنت الشاطئ أحمد كمال زكي وعبد الرحمن بدوي وحامد عبد القادر.

حصلت على شهادة الدكتوراه في حقوق ومكانة المرأة العربية من واقع الأدب الجاهلي بجامعة باريس 1973م. عملت أستاذة في جامعة الملك سعود في الرياض. وتدرس جميع مستويات الأدب العربي، بالأضافه إلى اللغة العربية لغير الناطقين بها في جامعات الملك سعود والملك عبد العزيز وأم القرى.

شغلت العديد من المناصب الإدارية منها نائبة لرئيس قسم اللغة العربية وكلية الأدب ورئيسة قسم اللغة العربية والقيام بأعمال المشرفة العامة ووكيلات الكليات كما أشرفت على العديد من اللجان منها اختيار أفضل بحث والإعداد العام لأعمال ندوة الإرشاد الأكاديمي الثالث، وقد تم اختيارها أفضل قارئة قرآن في جامعة الملك سعود.

## شعرها
نشرت ديوانها الأول عواطف إنسانية عام 1400هـ / 1980م، ويقع في 141 صفحة، وقال عنه حمد بن ناصر الدخيل «جميع قصائده عمودية، التزمت فيها الشاعرة بوحدة الوزن والقافية، ما عدا بعض القصائد التي نوّعتْ في قافيتها. ويغلبُ على شعرها الطابع الذّاتي، وهو ـ في رأيي ـ الشعر المُقدَّمُ على غيره؛ لما يحمله من تجربة وعاطفة شعورية صادقة. والديوان جدير بدراسة أدبية. وترجمت من الفرنسية إلى العربية كتابا مهما في الأدب المقارن عن شعراء التروبادور Troubadours.»  ولم تخرج شيئاً آخر من دواوين بعد هذا الديوان فقط، لكنها لها حضور بارز في الدراسات الأدبية.

## مؤلفاتها
- عواطف إنسانية، 1980
- شعراء التروبادور، 1981
- المدخل في دراسة الأدب، 1980
- مقالات في الأدب العربي القديم
- أعراف الزواج العربية قبل الإسلام
- الدلالة بين الرثاء والغزل

## انظر ايضاً
- هند المطيري
- أشجان الهندي

## وصلات خارجية
- حوار مع شاعرة سعودية: مريم البغدادي في عواطفها الإنسانية ؛1 مايو 1981